# Mesosemia thyas
Mesosemia thyas is een vlindersoort uit de familie van de prachtvlinders (Riodinidae), onderfamilie Riodininae.
Mesosemia thyas werd in 1910 beschreven door Stichel.